# Grgás
Grgás este o arie protejată (arie specială de conservare — SAC, sit de importanță comunitară — SCI) din Slovacia întinsă pe o suprafață de 47,06 ha, integral pe uscat.

## Localizare
Centrul sitului Grgás este situat la coordonatele 48°33′21″N 17°07′42″E / 48.555833°N 17.128333°E.

## Înființare
Situl Grgás a fost declarat sit de importanță comunitară în aprilie 2004 pentru a proteja 11 specii de animale. Situl a fost protejat și ca arie specială de conservare în martie 2004.

## Biodiversitate
Situată în ecoregiunea panonică, aria protejată conține 4 habitate naturale: Păduri panonice cu Quercus petraea și Carpinus betulus, Păduri mixte riverane de Quercus robur, Ulmus laevis și Ulmus minor, Fraxinus excelsior sau Fraxinus angustifolia, de-a lungul marilor râuri (Ulmenion minoris), Cursuri de apă de la nivel de câmpie la nivel montan, cu vegetație Ranunculion fluitantis și Callitricho-Batrachion, Păduri acidofile de stejar bătrân cu Quercus robur pe câmpii nisipoase.
La baza desemnării sitului se află mai multe specii protejate:
- păsări (8): lăcar mare (Acrocephalus arundinaceus), rață pitică (Anas crecca), presură de stuf (Emberiza schoeniclus), lișiță (Fulica atra), stârc pitic (Ixobrychus minutus), sfrânciocul cu frunte neagră (Lanius minor), corcodel mare (Podiceps cristatus), corcodel mic (Tachybaptus ruficollis)
- amfibieni (1): buhai de baltă cu burta roșie (Bombina bombina)
- nevertebrate (2): Cordulegaster heros, Cucujus cinnaberinus

Pe lângă speciile protejate, pe teritoriul sitului au mai fost identificate 7 specii de amfibieni, 2 specii de mamifere, 8 specii de nevertebrate, 2 specii de reptile.